# Uetze
Uetze település Németországban, azon belül Alsó-Szászország tartományban. Lakosainak száma 20 392 fő (2023. december 31.). Uetze Lehrte, Edemissen, Meinersen, Langlingen, Bröckel, Wathlingen, Nienhagen és Burgdorf községekkel határos.

## A település részei
- Altmerdingsen
- Dedenhausen
- Dollbergen
- Eltze
- Hänigsen
- Katensen
- Obershagen
- Schwüblingsen
- Uetze

## Népesség
A település népességének változása:
| Lakosok száma | 20 180 | 20 260 | 20 280 | 20 333 | 20 471 | 20 392 |
|               | 2016   | 2017   | 2019   | 2021   | 2022   | 2023   |